# 普伊代索
普伊代索（法語：Pouydesseaux，法語發音：[pwidɛso]）是法国朗德省的一个市镇，属于蒙德马桑区。

## 地理
普伊代索（43°58'10"N, 0°19'30"W）面积34.09 平方千米，位于法国新阿基坦大区朗德省，该省份为法国西南部沿海省份，是法國本土面积第二大的省，北起吉倫特省，西临大西洋，南至大西洋比利牛斯省，东临热尔省，东北与洛特-加龍省接壤。
与普伊代索接壤的市镇（或旧市镇、城区）包括：阿吕、博斯唐、加耶尔、拉基、吕克巴尔代兹和巴尔格、马耶尔、罗克福尔、圣富瓦、圣瑞斯坦、萨尔巴藏。

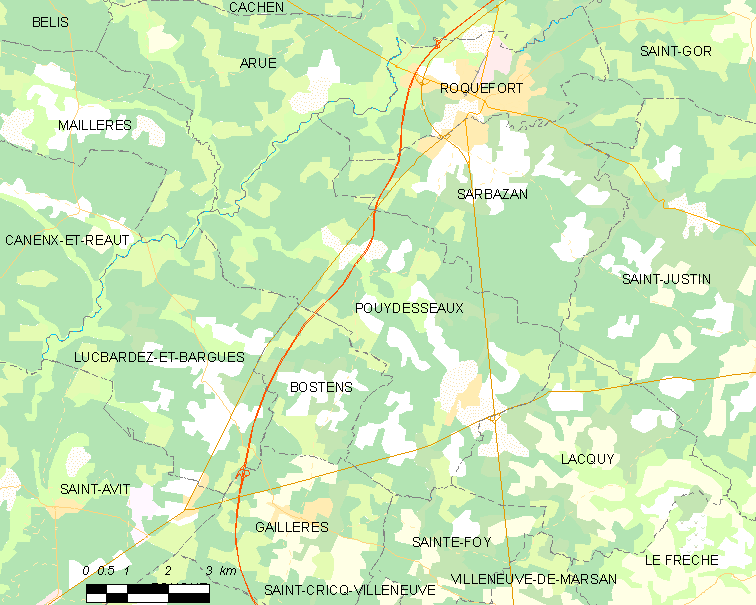
普伊代索的OSM定位图

普伊代索的时区为UTC+01:00、UTC+02:00（夏令时）。

## 行政
普伊代索的邮政编码为40120，INSEE市镇编码为40234。

## 政治
普伊代索所属的省级选区为蒙德马桑第一县。

## 人口

1962-2008年间普伊代索人口变化图示

普伊代索于2022年1月1日时的人口数量为879人。